# Eana incanana
Eana incanana là một loài bướm đêm thuộc họ Tortricidae. Nó được tìm thấy ở hầu hết châu Âu (except Iceland, Ireland, Bồ Đào Nha và part of the Balkan Peninsula), phía đông đến phần phía đông của the Palearctic ecozone.
Sải cánh dài 17–23 mm. Con trưởng thành bay vào tháng 7.
Ấu trùng ăn the flowers of Endymion non-scriptus và Leucanthemum vulgare.

## Hình ảnh

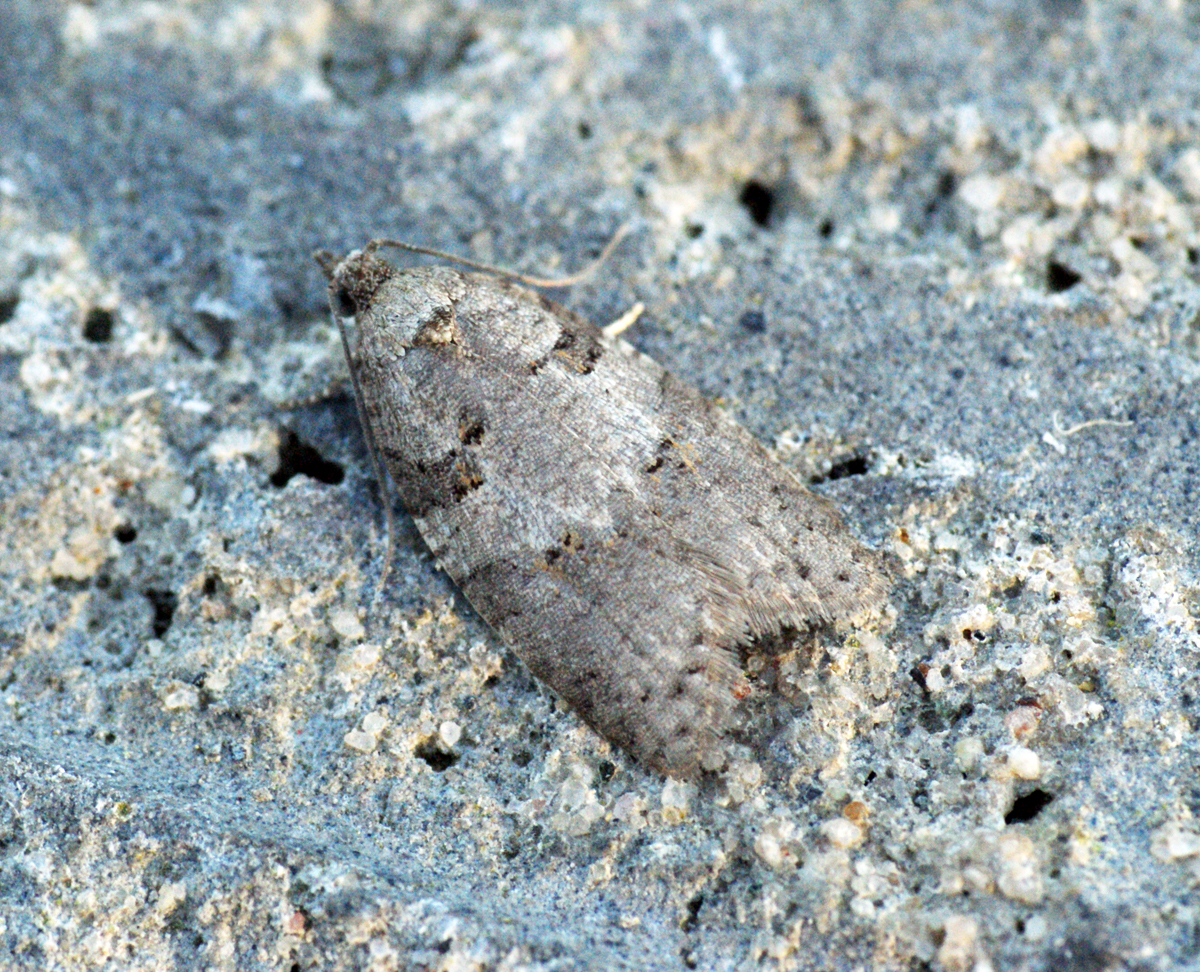